# Pałacyk Brassów w Częstochowie
Pałacyk Brassów – zabytkowy, neoklasycystyczny budynek w Częstochowie, przy ul. Strażackiej, zbudowana w 1897 roku.

## Historia
Budynek ukończono w 1897 roku dla austriackiego przedsiębiorcy z Moraw Wilhelma Brassa z przeznaczeniem na dom mieszkalny jego rodziny. Sam Brass nie zamieszkał w budynku, ponieważ zmarł krótko przed jego ukończeniem. Budek jednopiętrowy zbudowano w stylu klasycystycznym, na planie prostokąta. Elewacje budynku (oprócz północnej) ozdobiono ryzalitami - we wschodnim ryzalicie zlokalizowano wejście i klatkę schodową, a południowy zwieńczono wieżyczką w formie ostrosłupa. Gzyms ponad górnym piętrem wsparty na konsolach zdobionych liśćmi akantu oraz girlandą liściasto-kwiatową. Pierwotnie budynek otoczony był rozległym ogrodem.
Rodzina Brassów zamieszkiwała dom do 1939 roku, po czym zajęli go okupanci niemieccy. Po wkroczeniu Armii Czerwonej władze polskie znacjonalizowały budynek i urządziły w nim III komisariat Milicji Obywatelskiej, a po przemianach ustrojowych IV komisariat Policji. W 1997 r. budynek wpisano do rejestru zabytków. W latach 1998 i 2002 r. przeprowadzono prace remontowe. W 2010 r. Policja zwolniła budynek. Po wyprowadzce Policji budynek stał nieużywany i nieogrzewany, a w 2012 roku miasto sprzedało nieruchomość, którą otrzymało rok wcześniej, za 461.065 zł

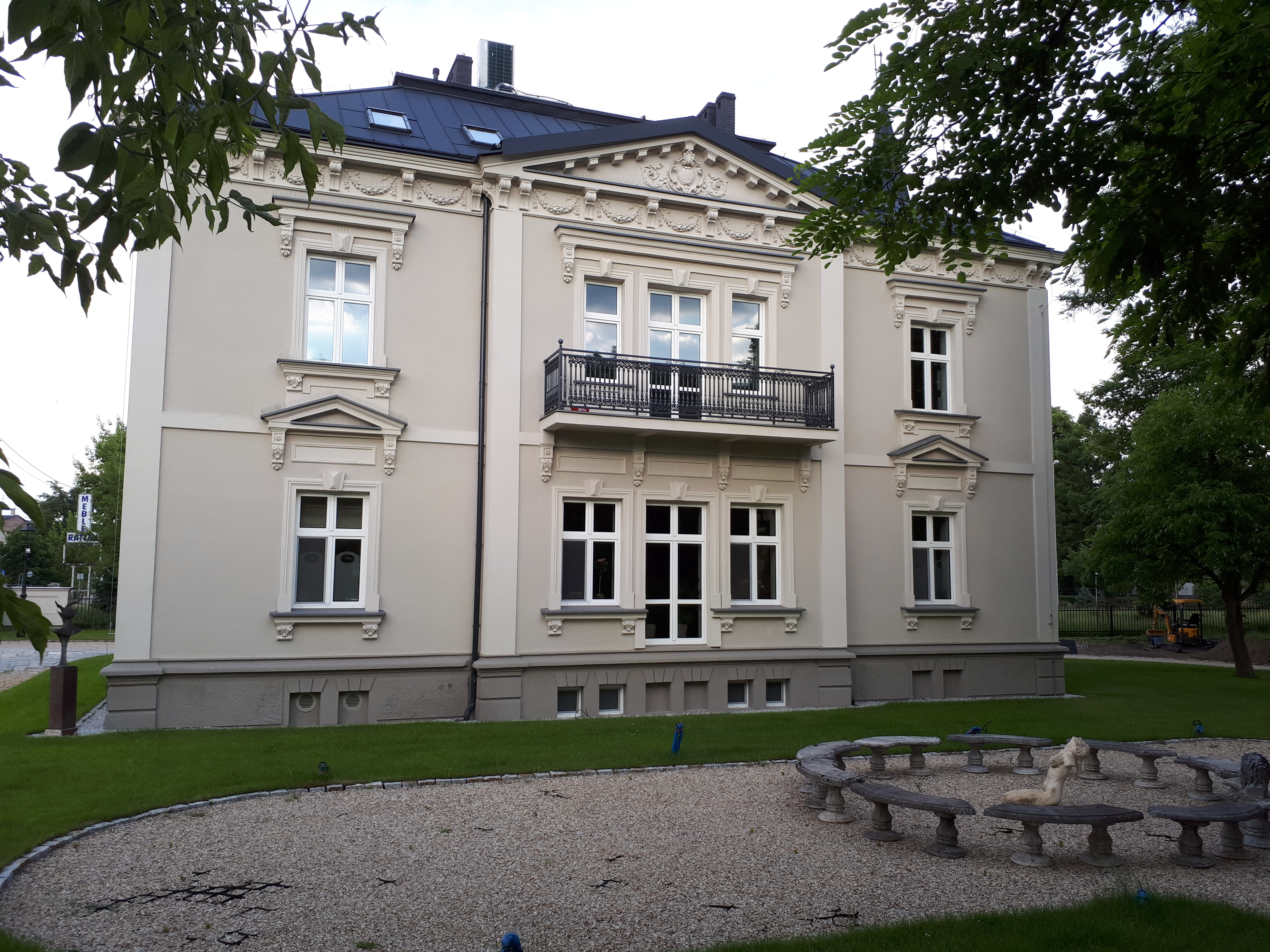
Widok od strony ul. Targowej